# IAM Cycling
IAM Cycling war ein Schweizer Radsportteam mit Sitz in Nyon. Die Mannschaft wurde zur Saison 2013 gegründet und erhielt eine Lizenz als Professional Continental Team. Zur Saison 2015 erhielt das Team den UCI-WorldTeam-Status.
Namenssponsor war IAM Independent Asset Management, ein in Genf ansässiges Unternehmen, dessen Zweck die Vermögensverwaltung für Pensionsfonds ist. Der Gründer und Direktor dieser Firma, Michel Thétaz, war auch Teammanager von IAM Cycling. Sportlicher Leiter war Serge Beucherie, dem Eddy Seigneur, Rubens Bertogliati, Mario Chiesa, Rik Verbrugghe und Kjell Carlström assistierten. Das Team wurde mit Rädern von Scott Sports ausgestattet.
Das Team trat in seiner ersten Saison der Bewegung für einen glaubwürdigen Radsport (MPCC) bei. Ende Mai 2016 gab IAM Cycling bekannt, dass sich das Team Ende der Saison 2016 auflösen wird.

## Saison 2016

### Erfolge in der UCI WorldTour
In den Rennen der Saison 2016 der UCI WorldTour gelangen die nachstehenden Erfolge.
| Datum        | Rennen                          | Sieger             |
| ------------ | ------------------------------- | ------------------ |
| 25. Mai      | 17. Etappe Giro d’Italia        | Roger Kluge        |
| 19. Juni     | 9. Etappe Tour de Suisse        | Jarlinson Pantano  |
| 17. Juli     | 15. Etappe Tour de France       | Jarlinson Pantano  |
| 26. August   | 7. Etappe Vuelta a España       | Jonas Vangenechten |
| 28. August   | Bretagne Classic – Ouest-France | Oliver Naesen      |
| 7. September | 17. Etappe Vuelta a España      | Mathias Frank      |

### Erfolge in der UCI Europe Tour
In den Rennen der Saison 2016 der UCI Europe Tour gelangen die nachstehenden Erfolge.
| Datum         | Rennen                                 | Kat. | Sieger             |
| ------------- | -------------------------------------- | ---- | ------------------ |
| 31. Januar    | Grand Prix d’Ouverture La Marseillaise | 1.1  | Dries Devenyns     |
| 7. Februar    | 5. Etappe Étoile de Bessèges (EZF)     | 2.1  | Jérôme Coppel      |
| 3.–7. Februar | Gesamtwertung Étoile de Bessèges       | 2.1  | Jérôme Coppel      |
| 14. Februar   | Clásica de Almería                     | 1.1  | Leigh Howard       |
| 24. April     | 6. Etappe Kroatien-Rundfahrt           | 2.1  | Sondre Holst Enger |
| 27. Mai       | 2. Etappe Belgien-Rundfahrt            | 2.HC | Dries Devenyns     |
| 25.–29. Mai   | Gesamtwertung Belgien-Rundfahrt        | 2.HC | Dries Devenyns     |
| 27. Juli      | 5. Etappe Tour de Wallonie             | 2.HC | Dries Devenyns     |
| 23.–27. Juli  | Gesamtwertung Tour de Wallonie         | 2.HC | Dries Devenyns     |
| 31. August    | 1. Etappe Tour des Fjords              | 2.1  | Leigh Howard       |

### Erfolge bei den Nationalen Straßen-Radsportmeisterschaften
In den Rennen der Nationalen Straßen-Radsportmeisterschaften 2016 gelangen die nachstehenden Erfolge.
| Datum    | Rennen                                           | Sieger           |
| -------- | ------------------------------------------------ | ---------------- |
| 25. Juni | Österreichische Meisterschaft – Einzelzeitfahren | Matthias Brändle |
| 26. Juni | Österreichische Meisterschaft – Straßenrennen    | Matthias Brändle |
| 26. Juni | Schweizer Meisterschaft – Straßenrennen          | Jonathan Fumeaux |

### Zugänge – Abgänge
| Zugänge              | Team 2015                   | Abgänge               | Team 2016           |
| -------------------- | --------------------------- | --------------------- | ------------------- |
| Oliver Zaugg         | Tinkoff-Saxo                | Jerome Pineau         | Laufbahn beendet    |
| Oliver Naesen        | Topsport Vlaanderen-Baloise | Sylvain Chavanel      | Direct Énergie      |
| Leigh Howard         | Orica GreenEdge             | Thomas Degand         | Wanty-Groupe Gobert |
| Vegard Stake Laengen | Team Joker                  | Patrick Schelling     | Team Vorarlberg     |
|                      |                             | Sébastien Reichenbach | FDJ                 |

### Mannschaft
| Teamkader 2016                                             | Teamkader 2016     | Teamkader 2016     | Teamkader 2016                     |
| Name                                                       | Geburtsdatum       | Land               | Vorheriges Team                    |
| ---------------------------------------------------------- | ------------------ | ------------------ | ---------------------------------- |
| Marcel Aregger                                             | 28. August 1990    | Schweiz            | Atlas Personal-Jakroo (2012)       |
| Matthias Brändle                                           | 7. Dezember 1989   | Österreich         | NetApp (2012)                      |
| Clément Chevrier                                           | 29. Juni 1992      | Frankreich         | Bissell Development (2014)         |
| Stef Clement                                               | 24. September 1982 | Niederlande        | Belkin (2014)                      |
| Jérôme Coppel                                              | 6. August 1986     | Frankreich         | Cofidis, Solutions Crédits (2014)  |
| Stefan Denifl                                              | 22. September 1987 | Österreich         | Vacansoleil-DCM (2012)             |
| Dries Devenyns                                             | 22. Juli 1983      | Belgien            | Giant-Shimano (2014)               |
| Martin Elmiger                                             | 23. September 1978 | Schweiz            | AG2R La Mondiale (2012)            |
| Sondre Holst Enger                                         | 17. Dezember 1993  | Norwegen           | Sparebanken Sør (2014)             |
| Mathias Frank                                              | 9. Dezember 1986   | Schweiz            | BMC Racing Team (2013)             |
| Jonathan Fumeaux                                           | 7. März 1988       | Schweiz            | Atlas Personal-Jakroo (2012)       |
| Heinrich Haussler                                          | 25. Februar 1984   | Australien         | Garmin-Sharp (2012)                |
| Reto Hollenstein                                           | 22. August 1985    | Schweiz            | NetApp (2012)                      |
| Leigh Howard                                               | 18. Oktober 1989   | Australien         | Orica-GreenEDGE (2015)             |
| Roger Kluge                                                | 5. Februar 1986    | Deutschland        | NetApp-Endura (2013)               |
| Vegard Stake Laengen                                       | 7. Februar 1989    | Norwegen           | Joker (2015)                       |
| Pirmin Lang                                                | 25. November 1984  | Schweiz            | Atlas Personal-Jakroo (2012)       |
| Oliver Naesen                                              | 16. September 1990 | Belgien            | Topsport Vlaanderen-Baloise (2015) |
| Jarlinson Pantano                                          | 19. November 1988  | Kolumbien          | Colombia (2014)                    |
| Simon Pellaud                                              | 6. November 1992   | Schweiz            | Atlas Personal-Jakroo (2012)       |
| Matteo Pelucchi                                            | 21. Januar 1989    | Italien            | Team Europcar (2012)               |
| Vicente Reynés                                             | 30. Juli 1981      | Spanien            | Lotto-Belisol (2013)               |
| Aleksejs Saramotins                                        | 8. April 1982      | Lettland           | Cofidis, le Crédit en Ligne (2012) |
| David Tanner                                               | 30. September 1984 | Australien         | Belkin (2014)                      |
| Jonas Van Genechten                                        | 16. September 1986 | Belgien            | Lotto-Belisol (2014)               |
| Lawrence Warbasse                                          | 28. Juni 1990      | Vereinigte Staaten | BMC Racing Team (2014)             |
| Marcel Wyss                                                | 25. Juni 1986      | Schweiz            | NetApp (2012)                      |
| Oliver Zaugg                                               | 9. Mai 1981        | Schweiz            | Tinkoff-Saxo (2015)                |
|                                                            |                    |                    |                                    |
| Quellen: ProCyclingStats Cycling Quotient Cycling Archives |                    |                    |                                    |

## Platzierungen in UCI-Ranglisten
UCI Asia Tour
| Saison | Mannschaftswertung | Fahrerwertung         |
| ------ | ------------------ | --------------------- |
| 2013   | 35.                | Johann Tschopp (114.) |
| 2014   | 60.                | Martin Elmiger (249.) |

UCI Europe Tour
| Saison | Mannschaftswertung | Fahrerwertung         |
| ------ | ------------------ | --------------------- |
| 2013   | 2.                 | Martin Elmiger (16.)  |
| 2014   | 5.                 | Sylvain Chavanel (6.) |

UCI World Tour
| Saison | Mannschaftswertung | Fahrerwertung       |
| ------ | ------------------ | ------------------- |
| 2015   | 17.                | Mathias Frank (58.) |
| 2016   | 17.                | Oliver Naesen (23.) |